# Eubazus semirugosus
Eubazus semirugosus är en stekelart som först beskrevs av Christian Gottfried Daniel Nees von Esenbeck 1816.  Eubazus semirugosus ingår i släktet Eubazus och familjen bracksteklar. Arten är reproducerande i Sverige. Inga underarter finns listade i Catalogue of Life.